# Minnie Quay
O fantasma de Minnie Quay é uma lenda que surgiu nos círculos paranormais de Michigan, nos Estados Unidos da América. A lenda tem a sua origem numa pequena cidade florestal de Michigan chamada Forester.

## Lenda
Em 1852, a família Quay com o pai James e a mãe Mary Ann viviam na movimentada cidade madeireira de Forester. A sua filha, Minnie, tinha apenas quinze anos na altura e tinha-se apaixonado por um jovem marinheiro que visitava frequentemente Forester quer por causa do seu navio quer por causa do mercado. Não se sabe muito do jovem, apenas da afeição que Minnie tinha por ele. Muita gente na cidade a avisou para ter cuidado com este namorico. A sua própria mãe costumava gritar-lhe, para que todos na cidade a ouvissem, que preferia vê-la morta do que casada com aquele rapaz. No inicio da primavera de 1852, surgiu a notícia de que o seu navio se tinha afundado nos Grandes Lagos de Michigan. Minnie ficou destroçada, visto que os seus pais não a tinham deixado despedir-se do rapaz quando ele tinha partido da cidade. Alguns dias depois, no dia 26 de Maio, os seus pais deixaram-na a tomar conta do seu irmão mais novo, Charles. Quando a criança estava a dormir, Minnie foi até à vila e passou pela estalagem, a Tanner House. As pessoas que estavam no pátio cumprimentaram-na e viram-na dirigir-se ao farol para depois se atirar para as águas geladas e profundas do Lago Huron. O destino determinou que os dois amantes não se reunissem. Diz-se que o seu fantasma percorre as praias de Forester. Alguns dizem que Minnie simplesmente caminha, esperando que o seu amor regresse enquanto outros dizem que ela já tentou arrastar jovens raparigas para a água para morrerem.

## Forester
Forester não existe oficialmente como comunidade, visto que a vila nunca foi elevada a cidade e dela apenas restam o cemitério e alguns edifícios a norte de Port Sanilac. Também existe uma taberna (Ray And Connies Forester Inn), bem como o edifício conhecido como a Tanner Inn. O edificio de 150 anos está abandonado há vários anos depois de ser uma estalagem e uma casa de prostituição.
A área só tem cerca de quarenta habitantes permanentes. No verão os parques de campismo ficam cheios, visto que a região oferece paz e muita beleza natural. Também há um número significativo de turistas interessados na história do fantasma de Minnie Quay.
A área tem uma vista magnifica do Lago Huron e tem vários parques de campismo.

## A balada de Minnie Quay
A balada de Minnie Quay é uma canção tradicional muito conhecida em Michigan e tem várias versões. Aqui está uma delas:
1.
'Twas long ago besides Lake Huron
She walked the sandy shore.
but the voice of one sweet Minnie Quay
'Twill echo ever more.
2.
Sailors still hear her crying.
Young lovers hear her, too,
As she calls for them to join her
In the waters,icy blue.
3.
Young Minnie loved a sailor.
The sailor loved her, too.
And on the shore, behind the trees
The pair would rendezvous.
4.
But gossips soon got wind of it,
And tongues began to wag.
the tale was told to Minnie's Ma
By some old babbling hag.
5.
Minnie's Ma got angry
And to her daughter said,
"Married to a sailor?
I'd rather see you dead."
6.
They knew she'd been sneaking out
To see the lad at night.
They boarded up her bedroom door,
And kept her locked in tight.
7.
He waited for his love, in vain.
A tear was in his eye
when he set sail next morning
without kissing her goodbye.
8.
He never saw his love again
For alas, a storm arose.
That raging gale sank many ships,
And his was one of those.
9.
The ship that carried Minnie's love
Sank like it was lead.
And when the news reached Forester
They said he was dead.
10.
Minnie wore a dress of white.
She looked just like a bride,
When she plunged into the water deep
To die there by his side.
11.
But Minnie Quay is not at rest,
Or so the people say.
Her ghost still walks the lonely shore.
You may see her to this day.

### Tradução
1.
Foi há muito, muito tempo, junto ao Lago Huron
Caminhava ela pela areia
mas a voz de uma doce Minnie Quay
Ecoará para todo o sempre
2.
Os marinheiros ainda a ouvem chorar.
Jovens enamorados ouvem também,
Quando ela os chama para que se juntem a ela
Nas águas geladas e azuis.
3.
A jovem Minnie amava um marinheiro.
O marinheiro também a amava
E na costa, atrás das árvores,
O par fazia rendezvous.
4.
Mas os boatos não demoraram a apanhá-los,
E as línguas começaram a bater.
O conto foi contado à mãe de Minnie
Por alguma bruxa velha linguaruda.
5.
A mãe de Minnie ficou zangada
E à sua filha disse,
"Casada com um marinheiro?
Antes queria ver-te morta."
6.
Sabiam que ela andava a esgueirar-se
Para ver o rapaz à noite.
Bloquearam a porta do seu quarto,
E deixaram-na ficar bem trancada.
7.
Ele esperou o seu amor em vão.
Com uma lágrima no olho
quando partiu pela manhã
Sem lhe dar um beijo de despedida.
8.
Nunca mais viu o seu amor
Pois, meu Deus, houve uma tempestade.
A ventania afundou muitos navios,
E o seu foi um deles.
9.
O navio que levava o amor de Minnie
Afundou-se como chumbro.
E quando as notícias chegaram a Forester
Disseram que estava morto.
10.
Minnie levou um vestido branco.
Parecia mesmo uma noiva.
Quando caiu nas águas profundas
Para morrer a seu lado.
11.
Mas Minnie Quay não está em paz,
Ou pelo menos é o que dizem as pessoas.
O seu fantasma ainda caminha pela costa solitária.
Ainda a podem ver até hoje.